# Rio Cremeneşti
O Rio Cremeneşti é um rio da Romênia, afluente do Vulcanu, localizado no distrito de Suceava.